# 龍岡清真寺
龍岡清真寺(ロンガンせいしんじ; 中国語: 龍岡清真寺; 拼音: Lónggāng Qīngzhēnsì)は、台湾の桃園市、中壢区にあるモスク。これは台湾で5番目に建設されたモスクにあたる。龍岡モスクとも呼称される。

## 歴史
1953年、国連総会は、国共内戦で中国共産党に敗れた国民政府軍の残党がビルマに侵入したことについて台北政府を非難する決議を可決した。李弥将軍指揮下の兵士たちは武装解除の上、台湾に撤退することが決まり、民航空運公司によって5,584人の兵士と1,040人のその家族が龍岡に移送された。彼らの大部分はムスリムであったが、龍岡は台北清真寺から遠く、礼拝しに行くことが出来なかったため、モスクを建設するために1964年から資金調達を開始した。

### 初代龍岡清真寺
初代龍岡清真寺は1967年に建設が完了した。敷地面積1,289平方メートルほどの土地に建てられ、当初は非常に小さかったが、中国回教協会に加盟後はサウジアラビアからの資金援助もあり、より大きなモスクを建てられるようになった。

### 2代目龍岡モスク

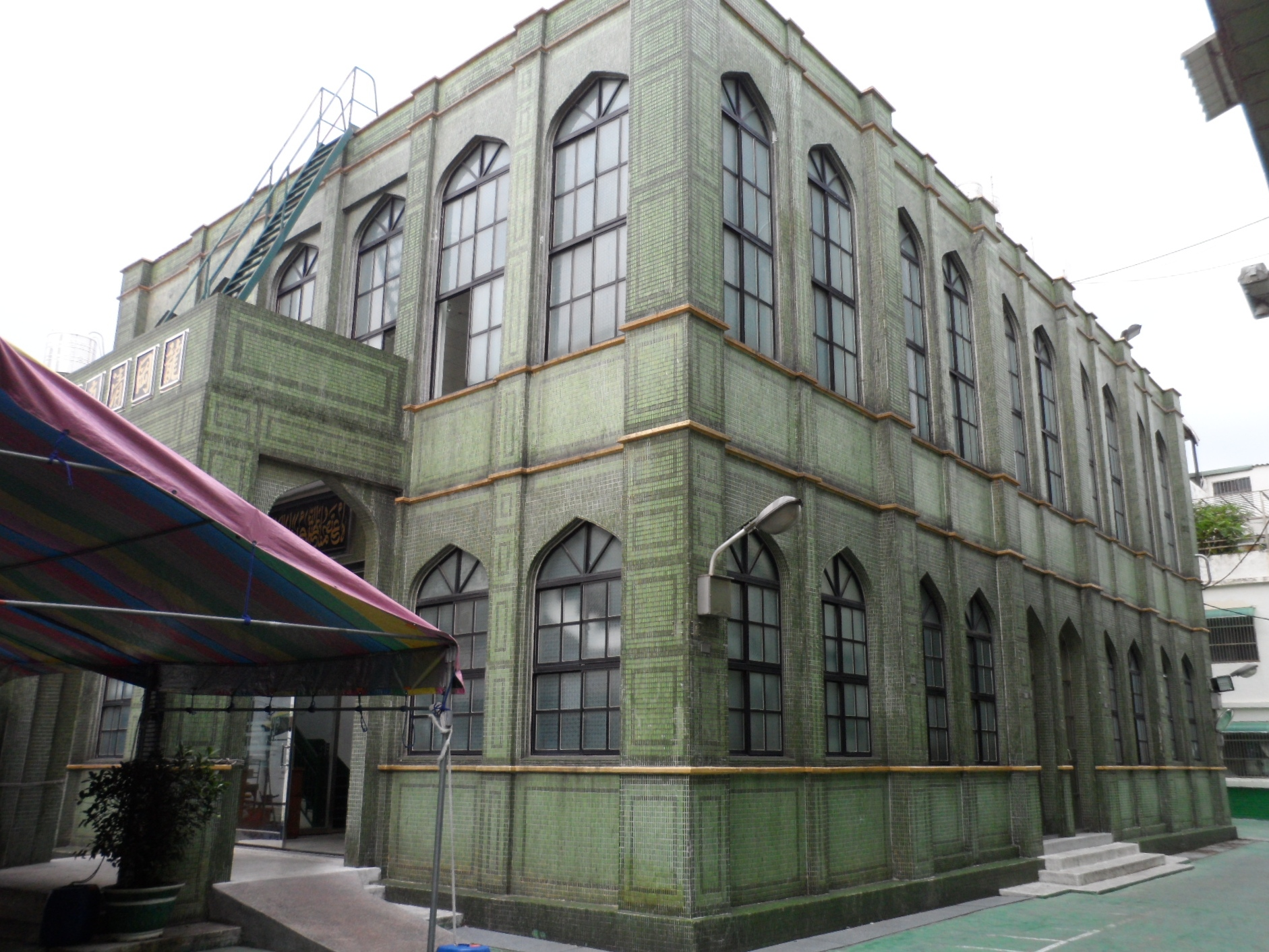
現在の龍岡清真寺

より大きなモスクを建設するため、彼らは中壢区の龍東路の土地を購入した。まず312,000米ドルを投入した第1次開発で150人収容可能の礼拝室とモスクの主要部が建設され、400,000米ドルを投入した第2次開発でミナレット、キッチン、寮、シャワールームが増築された。
貧弱な材料を用いたために、年が経つにつれ、モスクの経年劣化は急速に進んだ。いくつかの議論の後、モスクの再建計画が整えられ、台湾内外からの資金援助も集まり、1988年3月に第1期モスク再建計画が始まり、1989年1月に完了した.。1995年には第2期が完了した。

## 活動
2008年までに、中壢区のムスリムは2,000人を超えた。週末や夏休み、冬休みにはアラビア語講座が開かれ、また、子供たちへの宗教教育も行っている。

## 建築

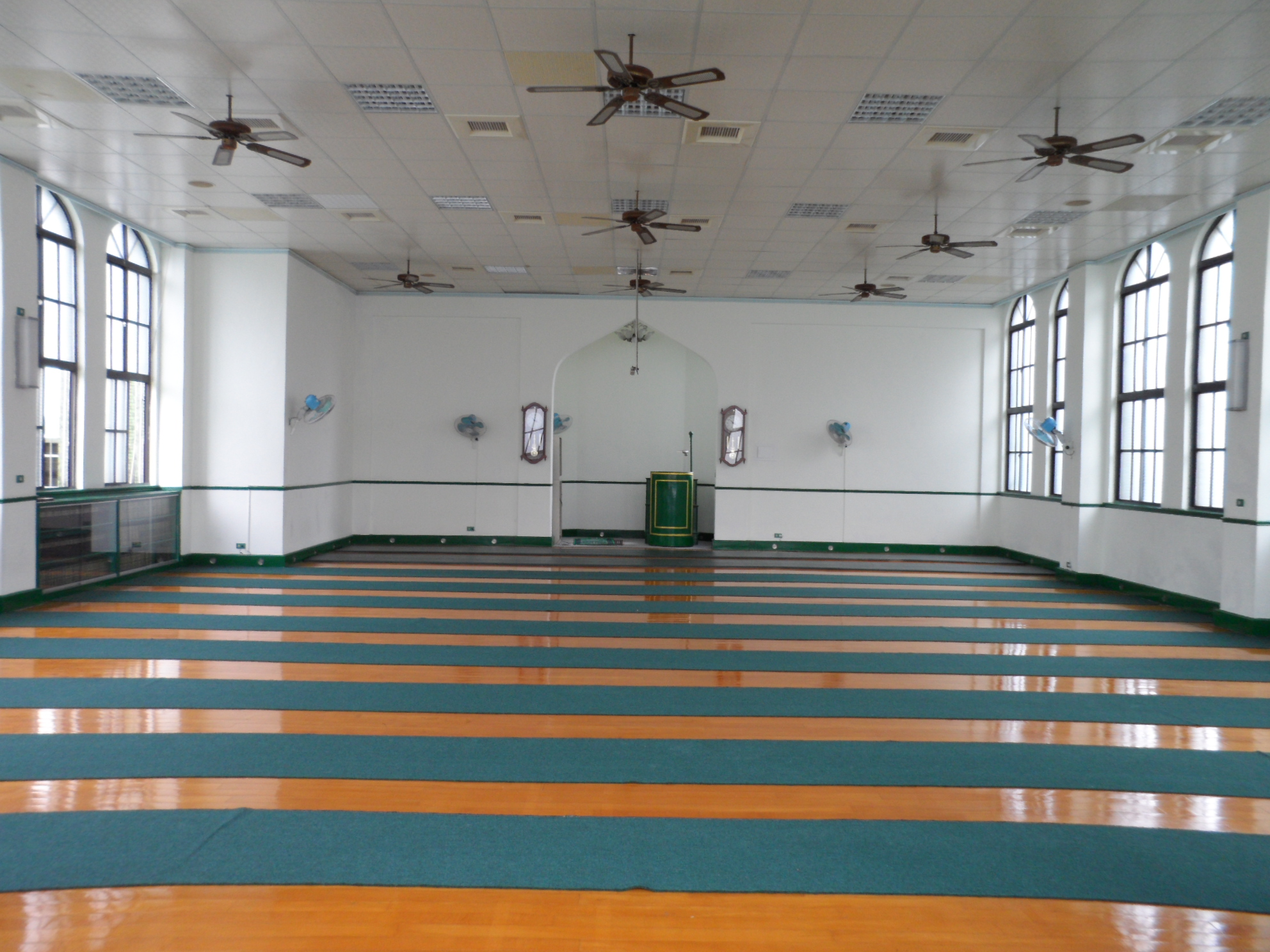
龍岡清真寺の礼拝室

150人収容可能の礼拝室があり、その他にはイマームの事務室、事務所、応接間、子供部屋などがある。

## アクセス
龍岡清真寺は台湾鉄道の中壢駅の南東に位置し、将来的には桃園メトロの龍岡駅が最寄り駅となる予定である。